# Fernando Madrigal
Fernando Madrigal González (León, 12 de noviembre de 1991) es un futbolista mexicano, juega de mediocampista y su equipo actual es el Club Tijuana de la Primera División de México.

## Biografía
Fernando inició su carrera en las fuerzas básicas del Club León, haciendo su debut a los 14 años. En junio de 2009 lo llaman para hacer su primer pretemporada con el Primer equipo del Club León, en la ciudad de Torreón. En la primera semana, sufre una lesión en la rodilla que lo alejó de las canchas por más de 6 meses  
En el apertura 2011 pasa al equipo Unión de Curtidores, en el cual solo estuvo 6 meses, para regresar en el Clausura 2012 al equipo de la Segunda División del Club León, quedando campeón en su torneo
En 2012, ficha por el equipo Club de Fútbol Cuautitlán, equipo en el que esta solamente una temporada. En el Clausura 2013 regresa a Unión de Curtidores, en el cual llegan a la final. 
Para el torneo Apertura 2013, el entrenador Ricardo Rayas, ficha a Fernando para participar en el club Alebrijes de Oaxaca en el cual estuvo 4 torneos, logrando un subcampeonato de Copa México Clausura 2014 perdiendo la final contra los Tigres de la UANL.
Después de 2 años de muy buen desempeño en el equipo de la ciudad de Oaxaca es fichado por el Club de Fútbol Pachuca. El día 25 de julio del 2015 hace su debut en la Primera División de México en el estadio Estadio Hidalgo contra el Club Tijuana entrando de cambio al minuto 86 sustituyendo al "Chucky" Hirving Lozano. Su primer partido de titular fue el día 11 de agosto del 2015 inaugurando el "Gigante de Acero" (Estadio BBVA), contra el Club de Fútbol Monterrey
Para el Clausura 2016 es prestado a su club filial Mineros de Zacatecas de la Liga de Ascenso de México. Torneo en el cual llegan a la final perdiendo con un global de 2-0 contra Club Necaxa, quien después consiguió el ascenso a Primera División de México.

## Clubes
- Actualizado a 29 de septiembre de 2023

| Club                   | País   | Año          | Partidos | Goles |
| ---------------------- | ------ | ------------ | -------- | ----- |
| Alebrijes de Oaxaca    | México | 2013-2015    | 80       | 5     |
| Club de Fútbol Pachuca | México | 2015         | 7        | 0     |
| Mineros de Zacatecas   | México | 2016-2018    | 101      | 3     |
| Atlético de San Luis   | México | 2018- 2020   | 41       | 5     |
| Querétaro Fútbol Club  | México | 2020- 2021   | 6        | 0     |
| Club América           | México | 2021         | 16       | 1     |
| Club Necaxa            | México | 2022- 2023   | 0        | 0     |
| Club Tijuana           | México | 2023- Actual | 38       | 5     |